# Edna Ferber
Edna Ferber (Kalamazoo, 1885. augusztus 15. – New York 1968. április 16.) amerikai regényíró, novella- és drámaíró. Regényei közé tartozik a Pulitzer-díjas So Big (1924), Show Boat (1926; ebből készült az ünnepelt 1927-es musical), Cimarron (1930; az ebből készült filmet a legjobb filmnek járó Oscar-díjra jelölték 1931-ben), a Giant (1952; 1956-ban azonos című film készült) és az Ice Palace (1958), amelyet 1960-ban filmesítettek meg. 1922-ben megjelent Old Man Minick című novelláját segített színdarabká alakítani (Minick), és háromszor is filmre adaptálták, 1925-ben Welcome Home címmel némafilmként, 1932-ben The Expert, 1939-ben pedig No Place to Go címmel.

## Élete

### Korai évek
1885. augusztus 15-én született a michigani Kalamazoo-ban, egy magyar származású zsidó raktáros, Jacob Charles Ferber és milwaukee-i, wisconsini születésű felesége, Julia (Neumann) Ferber (aki német zsidó származású volt) gyermekeként. Gyakran költözködtek apja üzleti kudarcai miatt, amelyet valószínűleg az apja korai vaksága okozott. Miután Chicagóban, Illinoisban élt, az iowai Ottumwába költözött szüleivel és idősebb testvérével, Fannie-val, ahol 7 évig laktak (Ferber 5-12 éves korában). Ottumwában Ő és családja brutális antiszemitizmussal szembesült, pl. a felnőtt férfiak mindennap verbálisan bántalmazták, kigúnyolták és leköpték őt, amikor ebédet vitt apjának, gyakran jiddis akcentussal kigúnyolva. 12 éves korában Ferber és családja a wisconsini Appletonba költözött, ahol középiskolát végzett és rövid ideig a Lawrence Egyetemen járt.

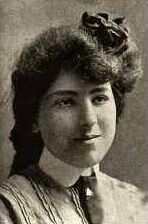
1904 körül

### Karrier
A kezdetben színészetet tanulni készülő Ferber 17 évesen feladta ezeket a terveket, hogy segítsen eltartani a családját. Megtiltották, hogy retorikát tanuljon, és a pillanat hevében befejezte felsőoktatási tanulmányait, kimaradt a Lawrence-ből, majd az Appleton Daily Crescenthez és végül a Milwaukee Journal-hoz került. Riporterként beszámolt az 1920-as republikánus nemzeti kongresszusról és az 1920-as demokrata nemzeti konventről a United Press International-nek.
Amikor Ferber vérszegénységből lábadozott, 1911-ben összeállították és kiadták első novelláit, a Dawn O'Hara, a The Girl Who Laughed című regényét.
1925-ben elnyerte a Pulitzer-díjat So Big című könyvéért. Ferber eleinte úgy gondolta, hogy a So Big nem túl jól sikerült, de amikor elküldte a könyvet kiadójának, Doubledaynek, meglepődve értesült, hogy a férfi nagyon élvezi a regényt. Ezt tükrözte a nagyközönségnek eladott több százezer példány is. A díjat követően a regényből némafilm készült Colleen Moore főszereplésével még ugyanabban az évben. 1932-ben egy korai hangosfilm remake következett, Barbara Stanwyck és George Brent főszereplésével, Bette Davis-szel pedig a mellékszerepben. A So Big 1953-as verziója Jane Wyman főszereplésével a legnépszerűbb változat a modern közönség körében.
A So Big népszerűségét meglovagolva Ferber következő regénye, a Show Boat ugyanolyan sikeres lett. Nem sokkal megjelenése után Jerome Kern zeneszerző javasolta, hogy alakítsák musicallé. Ferber megdöbbent, azt hitte, hogy az 1920-as évek tipikus könnyed szórakozásává változtatják. Amíg Kern elmagyarázta, hogy ő és Oscar Hammerstein II egy más típusú musicalt akarnak létrehozni, Ferber megadta neki a jogokat és 1927-ben mutatták be a Broadway-n, majd még nyolcszor újították fel.
1952-es regénye, a Giant lett az 1956-os film alapja, Elizabeth Taylor, James Dean és Rock Hudson főszereplésével.

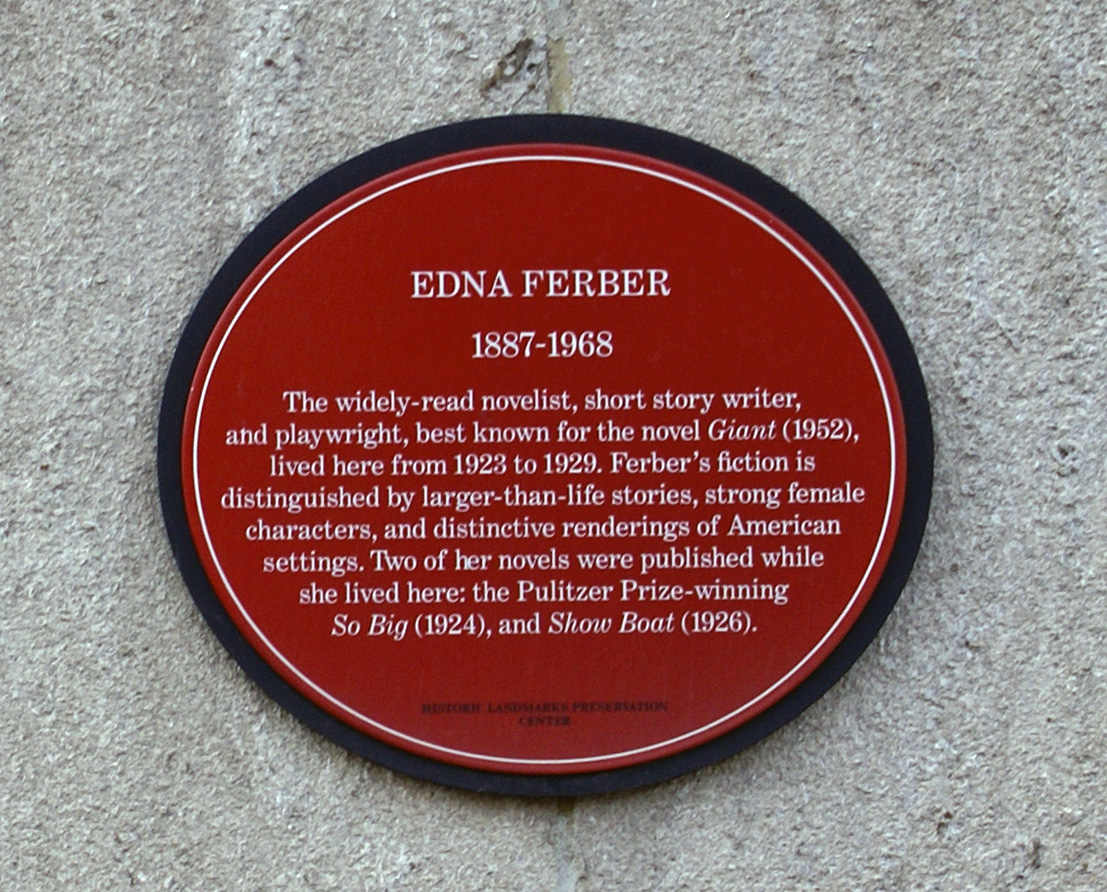
Emléktábla Manhattanben, a 65th Street & Central Park West alatt, abban az épületben, amelyben Edna Ferber hat évig élt.

## Halála
Ferber 82 éves korában, New York-i otthonában halt meg gyomorrákban. Hagyatékát megmaradt nőrokonaira hagyta, de engedélyt adott az amerikai kormánynak irodalmi munkásságának terjesztésére, hogy bátorítsa és inspirálja a jövőbeli női szerzői.

## Magánélete
Ferber soha nem házasodott meg, nem volt gyermeke és nem ismert, hogy romantikus vagy szexuális kapcsolatban állt volna. A Dawn O'Hara című korai regényében a címszereplő nagynénje még ezt is megjegyzi: "Vénlánynak lenni olyan volt, mint a fulladás okozta halál – igazán elragadó érzés, amikor abbahagyod a küzdelmet." Ferber anyai érdeklődést mutatott unokahúga, Janet Fox színésznői karrierje iránt, aki fellépett Ferber Dinner at Eight (1932) és a Stage Door (1936) című drámák eredeti Broadway-szerepeiben.
Ferber szókimondó és gyors eszű volt. Egy alkalommal más zsidó vendégeket vezetett a házibuli elhagyására, miután megtudta, hogy a házigazda antiszemita.
Munkája olyan magas színvonalú volt, hogy sok szexista irodalomkritikus azt hitte, hogy egy férfi írta a narratíváit női álnéven.

### A zsidó identitás fontossága
1922-től kezdődően Ferber tizenhárom-tizennégy éven keresztül évente egyszer-kétszer Európába látogatott. Ezalatt a legtöbb amerikaival ellentétben őt nyugtalanította a náci párt felemelkedése és annak az antiszemita előítéletnek a terjedése, amellyel gyermekkorában szembesült. Ezt így kommentálta: "Félelmetes dolog volt látni, hogy egy kontinens – egy civilizáció – a szeme láttára omlik össze. Ez egy gyors és elkerülhetetlennek tűnő folyamat volt, amelyre senki sem fordított különösebb figyelmet." Félelmei nagymértékben befolyásolták munkáját, amelyben gyakran szerepeltek a faji és kulturális megkülönböztetés témái. 1938-ban megjelent önéletrajzi könyve, az A Peculiar Treasure eredetileg egy Adolf Hitlernek szóló rosszindulatú ajánlást tartalmazott:
```
   „Adolf Hitlernek, aki jobb zsidóvá és megértőbb emberi lénnyé tett engem, ahogyan több millió zsidót, ezt a könyvet az utálat és a megvetés jellemezte.”
[
24
]
```

### Algonquin Kerekasztal
Ferber tagja volt az Algonquin Round Table-nak, egy olyan okos csoportnak, akik mindennap ebédkor találkoztak a New York-i Algonquin Hotelben. Ferber és a Kerekasztal másik tagja, Alexander Woollcott régóta ellenségek voltak, ellenszenvük egészen Woollcott 1943-as haláláig tartott, bár Howard Teichmann Woollcottról írt életrajzában kijelenti, hogy viszályukat félreértés okozta. Teichmann szerint Ferber egyszer úgy jellemezte Woollcottot, mint "egy New Jersey-i Nerót, aki összetévesztette a pinafore-ját egy tógával".
Ferber együttműködött a Round Table taggal, George S. Kaufmannal a Broadway-n bemutatott több darabban: Minick (1924), The Royal Family (1927), Dinner at Eight (1932), The Land Is Bright (1941), Stage Door (1936), és Bravo! (1948).

### Politikai nézetei
A Saturday Review of Literature által végzett közvélemény-kutatásban, amelyben arról kérdezték amerikai írókat, hogy melyik elnökjelöltet támogatták az 1940-es választásokon, Ferber azon írók közé tartozott, akik Franklin D. Rooseveltet támogatták.

## Műveinek jellemzői
Ferber regényeiben általában erős női főszereplők, valamint mellékszereplők gazdag és változatos gyűjteménye szerepelt. Általában legalább egy erős másodlagos szereplőt emelt ki, aki etnikai vagy egyéb diszkriminációval szembesült.
Művei gyakran az amerikai kultúra kis részhalmazaira vonatkoztak, és néha olyan egzotikus helyeken játszódtak, amelyeket meglátogatott, de nem ismerte azt közelebbről, például Texasban vagy Alaszkában. Ezzel segített felhívni a figyelmet az amerikai kultúra sokszínűségére azok számára, akiknek nem volt lehetőségük megtapasztalni azt. Néhány regény olyan helyeken játszódik, ahol még nem is járt.

## Öröksége
- Ferbert Lili Taylor[33] színésznő alakította a Mrs. Parker and the Vicious Circle (1994) című filmben.[34]
- 2008-ban a The Library of America beválogatta Ferber „Miss Ferber 'Vultures' at Trial” című cikkét, hogy bekerüljön az American True Crime két évszázados retrospektívájába.[35]
- 2002. július 29-én az Egyesült Államok postai szolgálata 83 ¢ értékű, Distinguished Americans sorozatú postai bélyeget bocsátott ki tiszteletére. A kaparós technikájáról[36] ismert Mark Summers művész készítette ezt a portrét Ferber 1927-ben készült fekete-fehér fényképére utaló bélyeghez.[37]
- Edna Ferber kitalált változata rövid időre szereplőként jelenik meg Philipp Meyer(wd)[38] The Son (2013) című regényében.
- Edna Ferber további kitalált változata, a főszereplővel, megjelenik Ed Ifkovic[39] rejtélyes regényeinek sorozatában, amelyeket a Poisoned Pen Press adott ki, beleértve a 2013-ban írt Downtown Strut: An Edna Ferber mystery-t.[40]
- 2013-ban Ferber bekerült a Chicagói Irodalmi Hírességek Csarnokába.[41]
- Korábbi lakóhelyén, a wisconsini Appletonban az Edna Ferber Általános Iskolát róla nevezték el.[42] Az iskola építését először az 1971-es népszavazáson leszavazták.

## Művei

### Regények
- Dawn O'Hara, The Girl Who Laughed (1911)
- Fanny Herself (1917)
- The Girls (1921)
- So Big (1924) (Pulitzer-díjat nyert)
- Show Boat (1926, Grosset & Dunlap)
- Cimarron (1930)
- American Beauty (1931)
- Come and Get It (1935)
- Saratoga Trunk (1941)
- Great Son (1945)
- Giant (1952)
- Ice Palace (1958)

### Novellák
- Buttered Side Down (1912)
- Roast Beef, Medium (1913) Emma McChesney történetek
- Personality Plus (1914) Emma McChesney stories
- Emma Mc Chesney and Co. (1915) Emma McChesney stories
- Cheerful – By Request (1918)
- Half Portions (1919)
- Gigolo (1922)
- Mother Knows Best (1927)
- They Brought Their Women (1933)
- Nobody's in Town: Two Short Novels (1938)
- One Basket: Thirty-One Short Stories (1947)

### Önéletrajzok
- A Peculiar Treasure (1939)
- A Kind of Magic (1963)

### Színdarabok
- Our Mrs. McChesney (1915)
- $1200 a Year: A Comedy in Three Acts (1920)
- Minick: A Play (1924)
- The Royal Family (1927)
- Dinner at Eight (1932)
- Stage Door (1936)
- The Land Is Bright (1941)
- Bravo (1949)

### Forgatókönyvek
- Saratoga Trunk (1945)

### Filmek
- Our Mrs. McChesney 1918
- A Gay Old Dog 1919
- No Woman Knows 1921 (Fanny Herself)
- So Big 1924
- Welcome Home 1925 (Minick)
- Classified 1925
- Gigolo 1926
- Rablélek a primadonna 1928 (Mother Knows Best)
- The Home Girl 1928
- Hard to Get 1929 (Classified)
- Show Boat 1929
- The Royal Family of Broadway 1930 (The Royal Family)
- Cimarron (1931)
- The Expert 1932 (Minick)
- So Big 1932
- Vacsora nyolckor 1933 (Dinner at Eight)[43]
- Fata morgana 1934 (Glamour)
- Egy gazdag ember regénye 1936 (Come and Get It)
- Magnólia 1936 (Show Boat)
- Álomkapu 1937 (Stage Door)[44]
- No Place to Go 1939
- Saratoga Trunk 1945[45]
- Revű hajó 1951 (Show Boat)[46]
- So Big 1953
- Óriás 1956 (Giant)[47]
- Ice Palace 1960
- Cimarron 1960[48]

### Musicaladaptációk
- Show Boat (1927) – zene: Jerome Kern, szöveg és könyv: Oscar Hammerstein(wd), producer: Florenz Ziegfeld(wd)
- Saratoga (1959) – zene: Harold Arlen, szöveg: Johnny Mercer, dramaturg: Morton DaCosta(wd)
- Giant (2009) – zene és szöveg: Michael John LaChiusa(wd), könyv: Sybille Pearson(wd)

## Magyarul
- Mosolygó könnyek – Singer és Wolfner (Milliók Könyve), Budapest, 1918 · Fordította: Barabás Béla
- Az úszó színház (Show Boat) – Révai, Budapest, 1929 (Révai külföldi mesterművei) · Fordította: Benedek Marcell
- Mekkora?... Ekkora!... Regény; ford. Kosáryné Réz Lola; Palladis, Budapest, 193?
- Cimarron – Pantheon Irodalmi Intézet, Budapest, 1932 (A regény mesterei) · Fordította: Baktay Ervin
- Az erdő fia – Athenaeum, Budapest, 1935 · Fordította: Nagy András
- Szerelmes kalandorok. Regény – Hungária, Budapest, 1943 · Fordította: Gaál Andor
- Mekkora? Ekkora! (So Big) – Móra, Budapest, 1990 · ISBN 9631170004 · Fordította: Kosáryné Réz Lola (1931, Palladis)

## Fordítás
- Ez a szócikk részben vagy egészben  az   Edna Ferber című angol Wikipédia-szócikk ezen változatának fordításán alapul.  Az eredeti cikk szerkesztőit annak laptörténete sorolja fel. Ez a jelzés csupán a megfogalmazás eredetét és a szerzői jogokat jelzi, nem szolgál a cikkben szereplő információk forrásmegjelöléseként.